# Verdejo
Verdejo ist eine Weißweinsorte, die aus dem spanischen Weinbaugebiet Rueda stammt und fast ausschließlich in den kastilischen D.O.s Cigales, Toro, Tierra de Léon und Rueda angebaut wird. Früher wurden stark oxidierte sherryartige Weine aus Verdejo hergestellt.
Mitte des 20. Jahrhunderts wäre der Verdejo beinahe ausgestorben, hätte sich nicht der örtliche Winzer Ángel Rodríguez Vidal (Bodega Martinsancho) aus La Seca für diese Sorte entschieden und dazu beigetragen, sie in der Region wieder bekannt zu machen.
In den 1970er Jahren suchten die Marqués de Riscal (aus der Rioja) ein Gebiet für den Anbau von Weißweinen mit hohen Qualitätsanforderungen. Die Önologen von Riscal wurden in Rueda durch den französischen Professor Émile Peynaud auf die Rebsorte Verdejo aufmerksam und erkannten das Potential dieser Traube bei modernem Weinanbau. Durch den schnellen Transport der Trauben zum Keller sowie das Pressen der Trauben unter Schutzgaspolster konnte die Frische des Mosts konserviert werden. Die Traube ist extrem sauerstoffempfindlich, also wird sie wegen der Kälte nachts gelesen. Verdejo sollte meist jung getrunken werden. Top-Qualitäten haben ein gutes Gerüst zum Reifen und entwickeln nach einigen Jahren in der Flasche einen nussig-cremigen Charakter.
Die Traube wird meistens zusammen mit den Rebsorten Palomino und Macabeo sowie zunehmend mit Sauvignon Blanc zu einem trockenen, frischen Weißwein verarbeitet.
Siehe auch den Artikel Weinbau in Spanien sowie die Liste von Rebsorten.

## Synonyme
Albillo de Nava, Albillo Nava, Boto de Gall, Boton de Gallo Blanco, Cepa de Madrigal, Gouvelo, Verdal del Pais, Verdeja, Verdeja Blanca, Verdejo Palido, Verdelho